# Fetească neagră
Fetească Neagră (pronunciat en romanès: [feˈte̯askə ˈne̯aɡrə]; anglès: Black Maiden) és una antiga varietat prefil·loxèrica de raïm romanès, conreada principalment en diverses zones de les regions romaneses de Moldàvia, Muntènia, Oltènia, Banat, Dobrudja del Nord i també a la República de Moldàvia.
Aquests raïms produeixen vins secs, semisecs o dolços, amb una graduació alcohòlica del 12-14%, un color vermell intens amb matisos de rubí i un gust de grosella negra, que es fa més ric i suau amb l'envelliment.